# Hammurapi I
Hammurapi I – amorycki król syryjskiego państwa Jamhad panujący w latach ok. 1765-1761 p.n.e., syn Jarim-Lima I.
Pozostawał w dobrosąsiedzkich stosunkach z Zimri-Limem z Mari, z którym się spotkał. Relacje z sąsiednimi królestwami Ugarit i Qatna, a także z Babilonią, rządzoną przez Hammurabiego, też były dobre. Ogólnie wydaje się, iż całe panowanie Hammurapi I było relatywnie spokojne i nienaznaczone wojnami.